# Charlot pompier
Charlot pompier (în engleză The Fireman) este un film american de comedie din 1916 produs de Henry P. Caulfield și scris și regizat de Charlie Chaplin. În alte roluri interpretează actorii Edna Purviance, Lloyd Bacon și Eric Campbell.

## Distribuție
- Charlie Chaplin - pompier
- Edna Purviance  - Girl
- Lloyd Bacon - Her Father
- Eric Campbell - Foreman of the Brigade
- Leo White - Owner of Burning House
- Albert Austin - pompier
- John Rand - pompier
- James T. Kelley - pompier
- Frank J. Coleman - pompier